# Монреаль

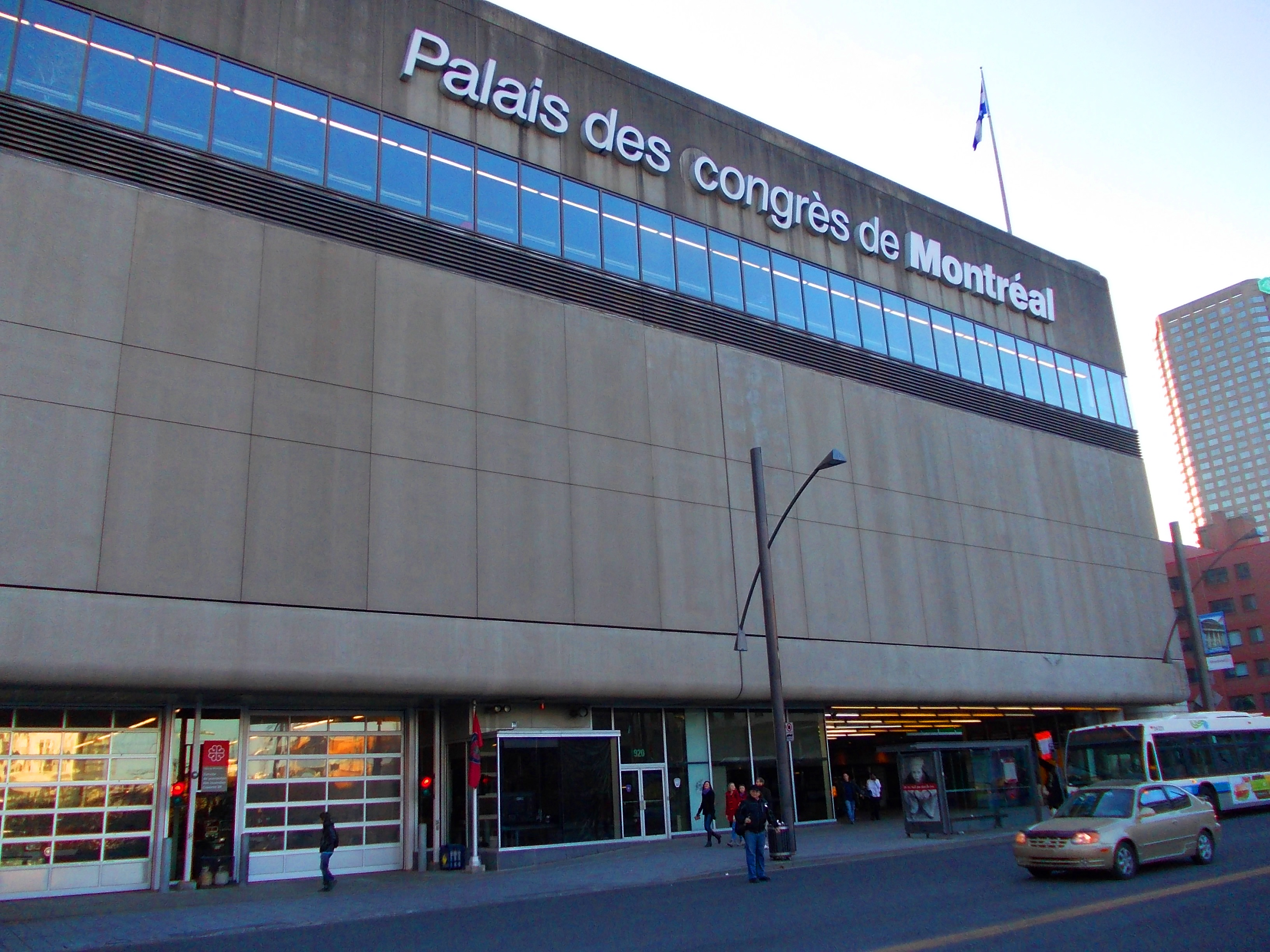
Палац конгресів Монреалю

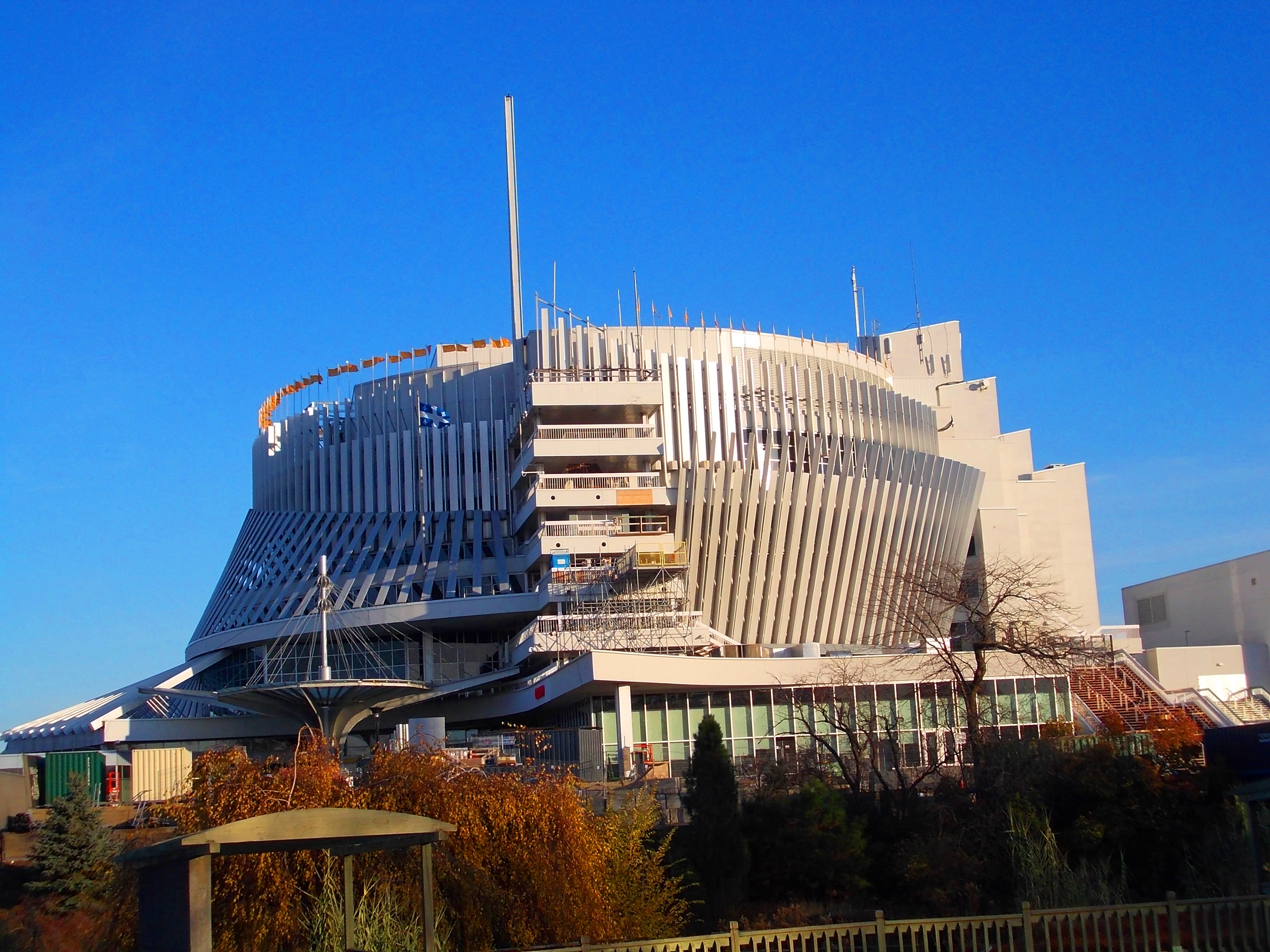
Казино Монреалю

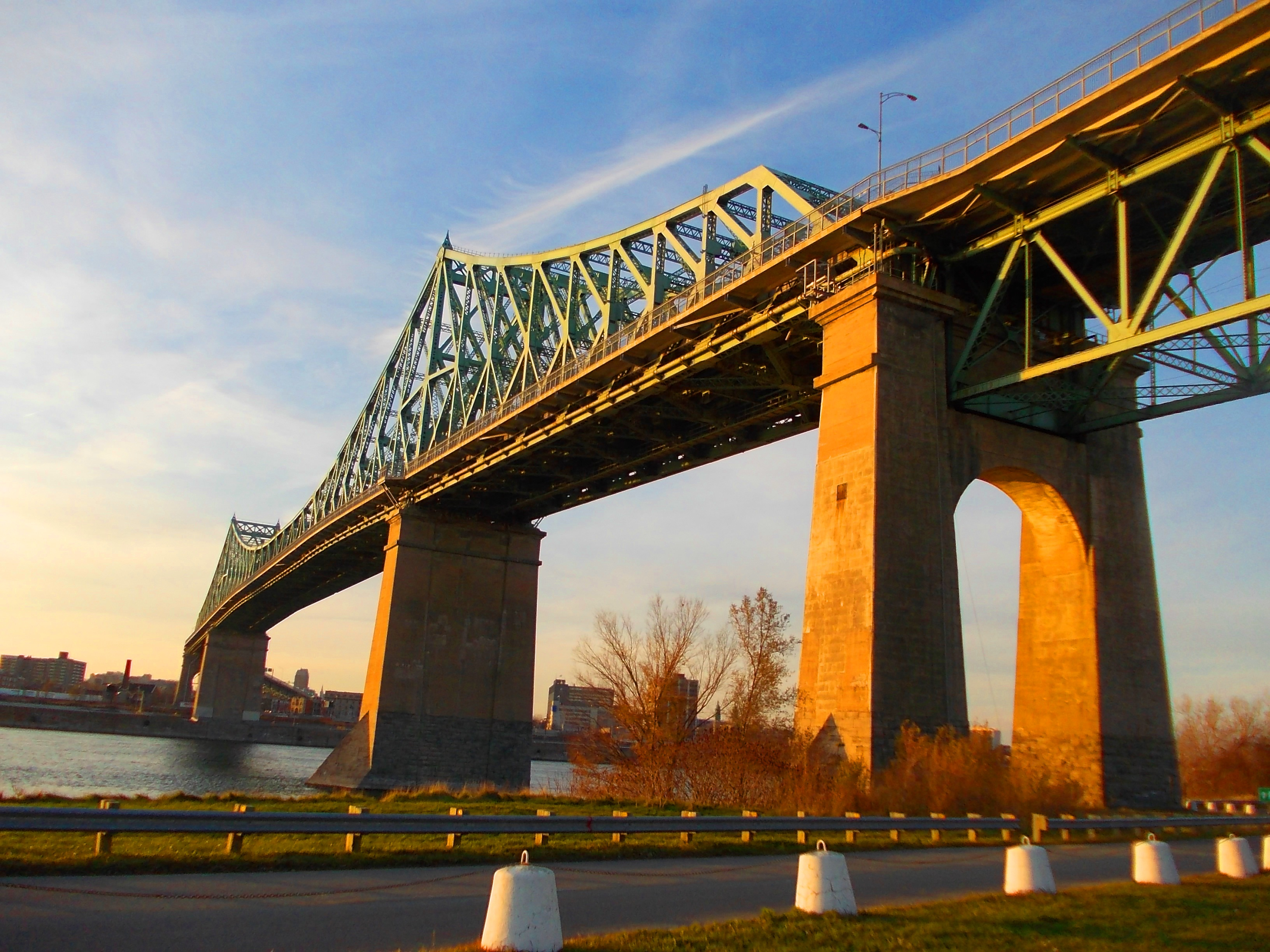
Міст Жак-Картьє

Монреа́ль (фр. Montréal [mɔ̃ʁeˈal]) — найбільше місто провінції Квебек (Канада); 4-те за розмірами франкомовне місто світу (після Парижа, Кіншаси та Абіджана).

## Історія
Острів, на якому розташоване місто, було відкрито французом Жаком Картьє у 1535 році: французький мореплавець назвав гору в центрі острова «Мон-Руаяль», на честь короля Франції (старофранцузькою мовою Mont réal означає «королівська гора»). Тоді ж на острові вже існувало індіанське селище Ошлага (фр. Hochelaga) — зараз так зветься один з міських районів Монреаля.
Саме місто Монреаль засновано 17 травня 1642 року. Спочатку воно носило назву Віль-Марі (фр. Ville-Marie). Його засновником був Поль Шомеді де Мезоннев (фр. Paul de Chomedey de Maisonneuve).
Місто планувалося як «зразкове християнське поселення», адже головною метою засновників була християнізація індіанців. Проте незабаром Віль-Марі перетворилося на сучасне поселення.
Жанна Манс (фр. Jeanne Mance) — одна з перших колоністок — засновує у місті лікарню.
Після тривалих війн, у 1701 році було укладено Великий Монреальський мир з індіанцями.
У 1760 році Монреаль захоплено англійцями.
Під час індустріалізації XIX та початку ХХ століть населення міста швидко збільшується (від кількох тисяч наприкінці XVIII століття, до сотень тисяч на початку ХХ). Частково це відбувається за рахунок переселення до міста франкоканадських селян, частково — завдяки імміграції.
На початку 19 століття Монреаль з’явився на офіційних політичних мапах Канади, США і країн Європи. У ньому вбачали серйозний центр пароплавства, а із спорудженням залізничного мосту Вікторія – важливий залізничний вузол.

### Франко- й англомовні монреальці
У часи Нової Франції майже всі колоністи були французькими католиками. Після англійського завоювання (1759—1763) іммігранти були майже винятково англомовними. І аж наприкінці XIX століття з'явилися так звані алофони — іммігранти, для яких рідною мовою не були ані англійська, ані французька.
Бульвар Сен-Лоран був неформальним кордоном між англо- та франкомовними монреальцями. На заході від бульвару був відносно багатий «англійський» Монреаль, на сході — Монреаль «французький», значно бідніший від «англійського». Відносини між двома спільнотами були (й залишаються) не найкращими.
Слід додати, що «франко-» монреальців завжди було значно більше, ніж «англо-».
Протягом майже всього XIX століття суттєва більшість іммігрантів були англійцями, шотландцями, або ірландцями. Але з кінця XIX століття у місті збільшується кількість представників інших народів. Дедалі більше стає італійців, євреїв, українців, поляків, німців. З'являється й помітна китайська громада.
Більшість іммігрантів інтегрується в англомовне середовище й навіть не намагається вивчити французьку. Це можна пояснити двома причинами: 1) англомовні були багатші, у них були кращі навчальні заклади, англійською легше було зробити кар'єру; 2) до 1960-х років франкомовне суспільство було патріархальне й майже повністю закрите для «чужинців».
Після так званої Тихої революції 1960-х років франкоканадське суспільство різко змінилося. Церкви спорожніли. Народжуваність впала. Суспільство стало відкритішим. Прагнучи побудувати сучасну націю, квебекські політики закликали до інтеграції іммігрантів до франкомовного суспільства.
Але попри численні зусилля, більшість переселенців і далі обирала англійську, бо вважала це вигіднішим для себе. Вони інтегрувалися в англомовне суспільство. За умов низької народжуваності серед франкоканадців, ця тенденція загрожувала французькій мові та квебекській культурі поступовим зникненням.
Прийнятий наприкінці 1970-х, Закон 101 захищає французьку мову (зокрема, в освіті й комерційній рекламі).
Зусилля щодо «франкофонізації» суспільства дали певні наслідки: дедалі більше іммігрантів обирає французьку та цікавиться квебекською культурою.
Проте, нащадки іммігрантів «старих» хвиль (так само, як нащадки англійців та шотландців) бачать у «франкофонізації» замах на свої мовні права.

## Населення
| Рік  | Кількість мешканців |
| ---- | ------------------- |
| 1801 | 9000                |
| 1811 | 13 300              |
| 1821 | 18 767              |
| 1831 | 27 297              |
| 1841 | 40 356              |
| 1851 | 57 715              |
| 1861 | 90 323              |
| 1871 | 107 225             |
| 1881 | 140 747             |
| 1891 | 216 650             |
| 1901 | 267 730             |
| 1911 | 467 986             |
| 1921 | 618 506             |

| Рік  | Кількість мешканців |
| ---- | ------------------- |
| 1931 | 818 577             |
| 1941 | 903 007             |
| 1951 | 1 036 542           |
| 1961 | 1 257 537           |
| 1971 | 1 214 532           |
| 1981 | 1 018 609           |
| 1991 | 1 017 666           |
| 1996 | 1 571 630           |
| 2001 | 1 617 680           |
| 2006 | 1 637 563           |
| 2011 | 1 649 519           |
| 2016 | 1 704 694           |

## «Один острів— одне місто»

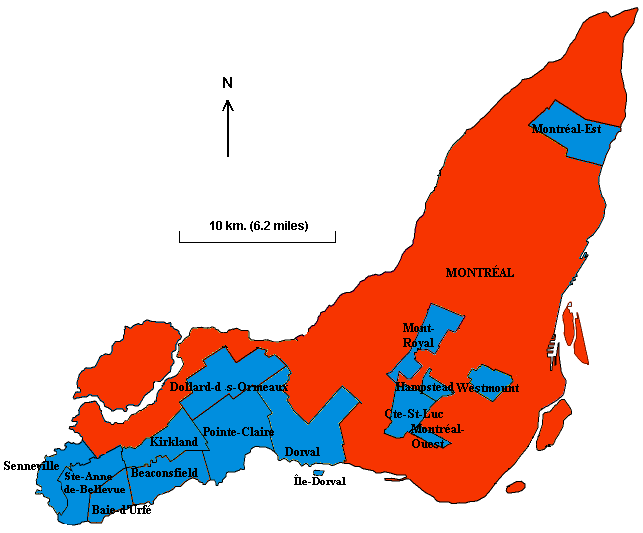
Карта острова Монреаль. Червоним виділена територія міста, синім — незалежні муніципалітети станом на 2006 рік.

У 2000 році набирає силу програма «Один острів — одне місто» (fr. «Une île — une ville»). Її «батько» — П'єр Бурк, тодішній мер Монреаля. Ідея — об'єднати всі міста острова Монреаль у один муніципалітет.
Справа у тому, що формально на острові Монреаль містилося близько 20 незалежних муніципалітетів. Фактично, вони давно вже зрослися у одне велике місто. Формально ж мерія міста Монреаля контролювала лише частину території. У кожному «місті» був свій мер, своя міська рада, свій бюджет, свої службовці, податки і навіть власна мовна політика.
Перехожий міг навіть не помітити, що потрапив з одного міста до іншого. Такі самі назви вулиць, така сама архітектура. Спільна для всіх міст система транспорту. Йдучи тією самою вулицею, можна було кілька разів вийти з Монреаля й знов туди повернутися.
Проект об'єднання викликав бурю протестів. Контр-аргументів було два: 1) маленькі міста дають собі раду краще, ніж великий Монреаль; у них прозоріший бюджет, менші податки, чистіші вулиці; їхні мери більш цікавляться думкою мешканців; 2) більшість таких муніципалітетів були англомовними; статус «міст» давав їм певну автономію, зокрема у мовній сфері.
Попри протести, Квебекський уряд вирішив об'єднати міста примусово. З 2002 року кордони Монреаля розширилися до меж острова. Це непопулярне рішення уряду стало однією з причин поразки Квебекської партії (Parti québécois) — сувереністської — на виборах 2003 року.
Уряд Жана Шаре — Ліберальна партія Квебеку (Parti libéral du Québec, федералісти) — дозволив деяким з колишніх муніципалітетів відокремитися (після проведення відповідного референдуму у 2004 році) від Монреаля й повернути собі статус міст.

## Освіта
У Монреалі — 4 університети: Франкомовні:
- Монреальський університет (фр. Université de Montréal — UdeM)
- Квебекський університет у Монреалі (фр. Université du Québec à Montréal — UQÀM)

Англомовні:
- Університет МакГілл (англ. McGill University)
- Університет Конкордія (англ. Concordia University)

## Культура
У місті з 1983 року проводиться щорічний фестиваль гумору Заради сміху.
У Монреалі багато музеїв, найбільш відомими з яких є: музей красних мистецтв, музей сучасного мистецтва, музей Редпад, музей Маккорд, Біосфера, канадський центр архітектури, музей археології та історії. Також в місті є інсектарій, планетарій і ботанічний сад.
Архітектурні фірми, як наприклад, NatureHumaine є законодавцями сучасного будівельного стилю, хоча традиційна «європейська» архітектура досі приваблює до Монреаля туристів.

## Друкована преса
Головні франкомовні газети міста Монреаль:
- La Presse
- Le Devoir
- Journal de Montréal

Англомовна:
- Montreal Gazette

## Спорт

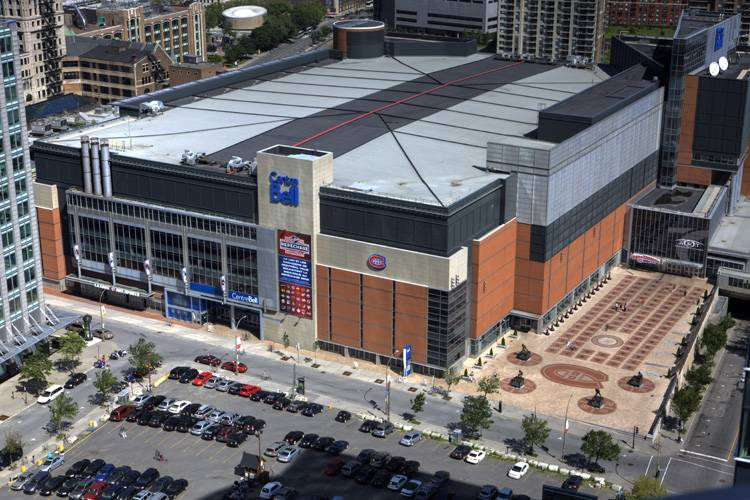
Відкритий у 1996 році Белл-центр спортивно-розважальний комплекс, а також домашня арена «Монреаль Канадієнс».

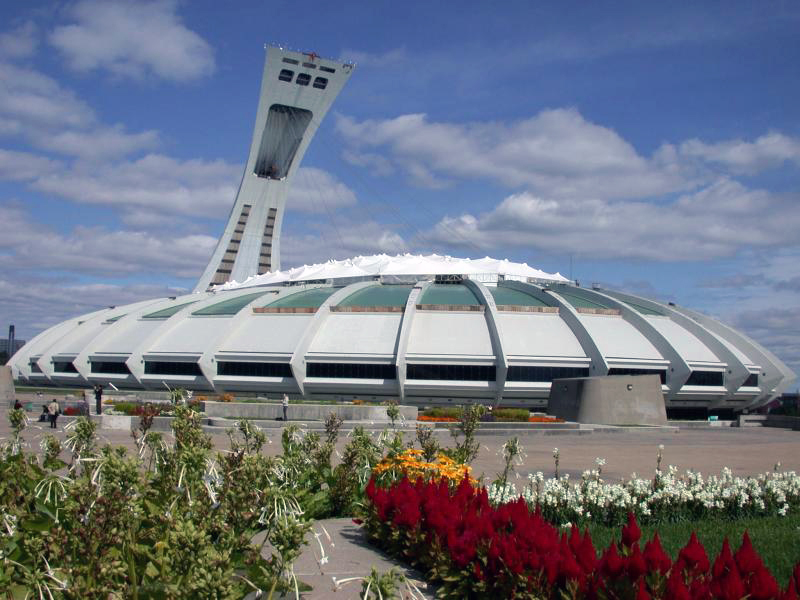
Олімпійський стадіон

Найпопулярніший вид спорту — хокей із шайбою. Професійна хокейна команда «Монреаль Канадієнс» є однією з перших шести команд («Original Six») Національної хокейної ліги (НХЛ) і виграла 24 Кубка Стенлі. Остання перемога «Монреаль Канадієнс» у Кубку Стенлі відбулася 1993 року. Головними суперниками команди є «Торонто Мейпл Ліфс», «Бостон Брюїнс» та «Оттава Сенаторс». З 1996 року домашньою ареною «Канадієнс» є спортивний комплекс Белл-центр. До цього команда грала на спортивній арені «Монреаль-Форум».
«Монреаль Імпакт» — професійна футбольна команда міста. Команда грає на футбольному стадіоні Стад Сапуто. 2012 року команда приєдналася до Major League Soccer, найбільшої футбольної лізі Північної Америки. Чемпіонат світу з футболу серед молодіжних команд 2007 та Чемпіонат світу з футболу 2014 (дівчата до 20 років) були проведені на Олімпійському стадіоні, також тут проходили матчі Чемпіонату світу з футболу серед жінок 2015.
«Алуетт-де-Монреаль» з Канадської футбольної ліги (канадський футбол) грає на стадіоні Молсон у кампусі Університету Макгілла під час ігор регулярного чемпіонату. У кінці сезону та в іграх плей-офф команда грає на набагато більшому, закритому Олімпійському стадіоні, де проходив Кубок Ґрей 2008 року. Команда вигравала Кубок Ґрей сім разів, останній раз 2010 року.
Щорічно в Монреалі проходять автомобільні гонки високого рівня: Гран-прі Канади в гонках Формули-1 (F1). Ця гонка проходить на знаменитому автодромі імені Жиля Вільнева на острові Нотр-Дам. Тут також проводяться гонки NASCAR Xfinity Series, а у 2002—2006 роках проходили етапи Гонки Чемпіонів (Champ Car).
Монреаль був господарем літніх Олімпійських ігор 1976 року. Стадіон коштував 1,5 мільярда доларів, разом із відсотками вартість зросла майже до 3 мільярдів доларів, і була виплачена тільки в грудні 2006 року.

## Українці в Монреалі
Під час перепису 2006 року 4850 людей назвали рідною українську мову.
Українська діаспора з'явилася близько 120 років тому. З нагоди цієї річниці 24 червня 2011 року був запущений Історичний Потяг українських піонерів, що пройшов за маршрутом Галіфакс — Монреаль — Оттава — Торонто — Вінніпег — Саскатун — Едмонтон.
В Монреалі є бульвар Шевченка, вулиця Івана Франка, парк Івана Франка, вулиця України, парк України.

### Відомі люди
- Гарасимів Юрій — старшина УСС, УГА та дивізії СС «Галичина», ветеранський і громадський діяч у діаспорі.
- Гладій Григорій (нар. 1954) — актор театру та кіно, театральний режисер.
- Йов (Геча) (нар. 1974) — єпископ Константинопольського Патріархату, архієпископ Тельміський.
- Дольний Євген (1928—1983) — хоровий диригент.
- Стів Дубинський (нар. 1970) — хокеїст.
- Змієнко-Сенишин Галина (1918—2003) — журналістка, публіцистка, мемуаристка, громадська діячка.
- Кисіль-Дольницький Андрій —— сотник Української повстанської армії, громадський діяч, підприємець.
- Ковальчук Люба (нар. 1958) — естрадна співачка.
- Майк Крушельницький (нар. 1960) — хокеїст.
- Монкевич Борис (1896—1971) — військовий
- Перфецький Леонід (1901—1977) — художник.
- Чолій Євген (нар. 1959) — правник.
- Шумка Василь — стрілець Буковинського Куреня, організатор і командир Буковинської Української Самооборонної Армії (БУСА).

### Українські церкви
Греко-католицькі
Святого Архистратига Михаїла, заснована 1911 року.

## Персоналії
- Норма Ширер (1902—1983) — канадська та американська кіноакторка, модель, феміністка.
- Женев'єва Б'южольд (* 1942) — канадська акторка.
- Вільям Шетнер (* 1931) — канадський актор і письменник
- П'єр Амель (нар. 1952) — хокеїст
- Ден Дау (нар. 1960) — хокеїст